# Instituto Histórico e Geográfico do Rio de Janeiro
O Instituto Histórico e Geográfico do Rio de Janeiro é uma instituição que tem natureza jurídica de entidade privada com fins culturais históricos, geográficos e ciências afins, sobre o estado do Rio de Janeiro, e de sua capital, em particular, e sua ambientação em caráter nacional.

## História

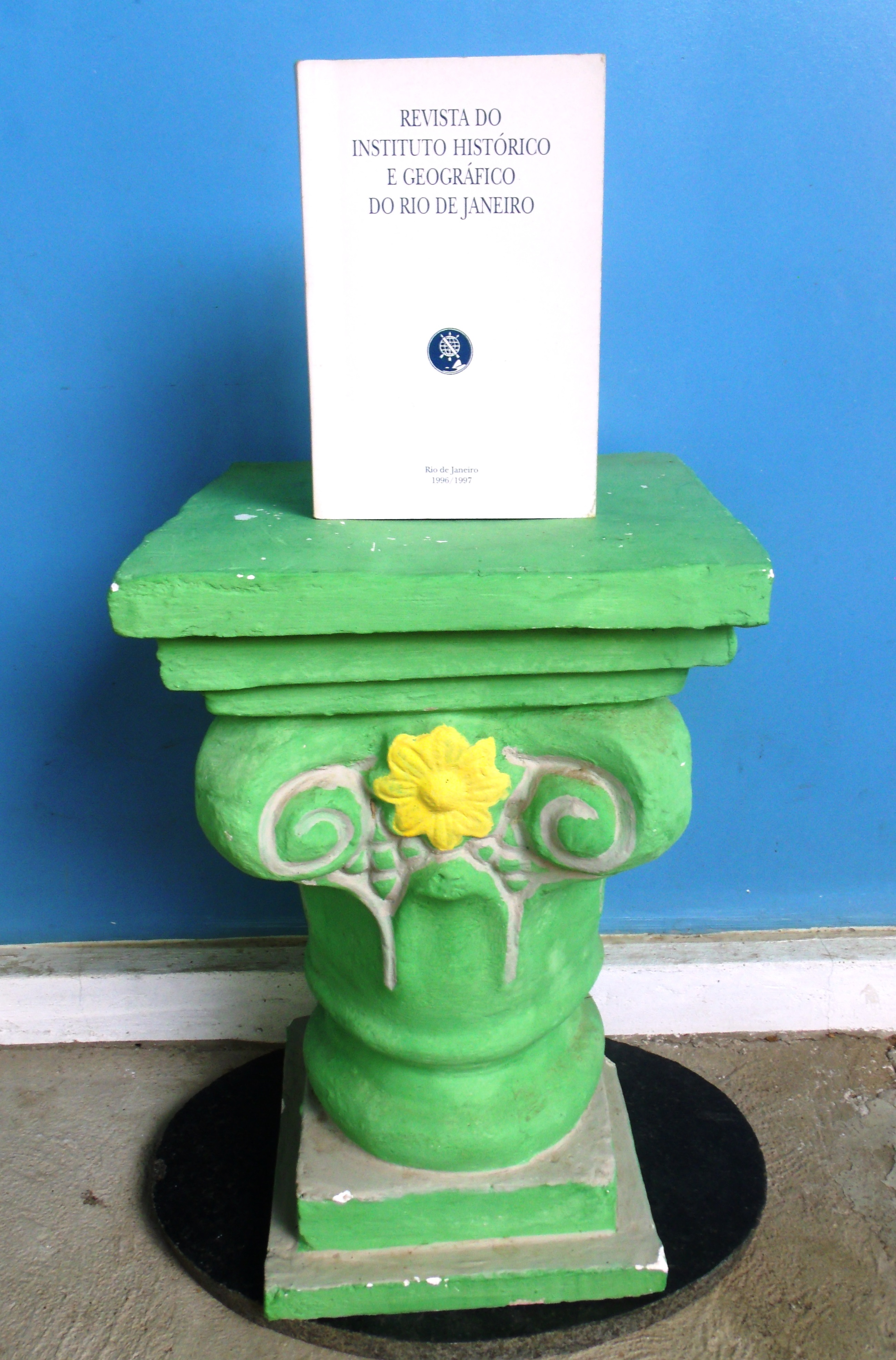
Edição de 1996 da Revista do Instituto Histórico e Geográfico do Rio de Janeiro.

Criado em 6 de dezembro de 1957, primeiramente denominado Instituto Histórico e Geográfico da Cidade do Rio de Janeiro, até 8 de março de 1966 quando a denominação oficial foi alterada para Instituto Histórico e Geográfico do Estado da Guanabara e, em 26 de dezembro de 1974, passa a ter a denominação atual. Seus fundadores foram: Afonso Várzea, Antônio Carneiro Leão, Ariosto Berna, Augusto Maurício  Queirós Ferreira,  Douglas Sidney Amora Levier, Eduardo Tourinho, Henrique Foreis Domingues “Almirante”, João Baptista de Mattos, Mário da Veiga Cabral, Manoel Paulo Teles de Matos Filho, Nelson Costa, Odorico Pires Pinto, Pedro Calmon Muniz de Bitencourt e Sílvio Salema Garção Ribeiro.. O instituto, de suma importância para a composição da historiografia fluminense, localiza-se na Avenida Augusto Severo, nº 8, 12º andar, no bairro da Glória, na Zona Sul do município do Rio de Janeiro e, atualmente, oferece ao público interações como cursos, premiações e sessões mensais. 

Marechal e pesquisador João Baptista de Mattos em 1966, um dos membros da instituição.

Reconhecido de utilidade pública estadual e municipal pela Lei n.º 3.492, de 14 de janeiro de 2003, consolidada pela Lei Nº 5.242, de 17 de janeiro de 2011.

## Finalidades
Dentre outras, essas são os principais objetivos do IHGRJ.
- Pesquisar, estudar e difundir a História e a Geografia da Cidade e do Estado do Rio de Janeiro;
- Defender e promover seu patrimônio natural e cultural;
- Buscar o domínio das informações relativas ao Rio de Janeiro para oportuna organização de um banco de dados fluminense;
- Interagir com seus congêneres estaduais, para o desenvolvimento do Sistema Nacional de Institutos Históricos.

## Publicação
A instituição edita a Revista do Instituto Histórico e Geográfico do Rio de Janeiro.